# Lucius D. Clay
Lucius Dubignon Clay (n. 23 aprilie 1897, Marietta⁠(d), Georgia, SUA – d. 16 aprilie 1978, Chatham⁠(d), Massachusetts, SUA) a fost un general american, unul dintre principalii comandanți militari americani din timpul celui de-al doilea război mondial. 
După război, a fost numit guvernator militar adjunct al zonei de ocupație americană din Germania și comandant suprem al forțelor americane în Europa (1947-1949), conducând crearea podului aerian de la Berlin din 1948.

## Vezi și
- Ilse Koch